# Bad Girls (альбом Донны Саммер)
Bad Girls (с англ. — «Плохие девочки») — седьмой студийный альбом диско-певицы Донны Саммер и её третий двойной альбом, выпущенный 25 апреля 1979 года под лейблом Casablanca Records. Альбом является одним из самых лучших и коммерчески успешных в карьере певицы.
Донна продала более 4 миллиона копий двойного альбома Bad Girls, несмотря на то, что в то время темнокожим артистам иметь мультиплатиновые альбомы было практически нереально.
В альбом вошли синглы «Hot Stuff» и «Bad Girls», которые сразу же взлетели на вершины мировых хит-парадов и продержались там не одну неделю.
Пластинка принесла «королеве диско» сразу несколько номинаций «Грэмми». По версии портала Vice альбом занимает 16-ю строчку в списке «99 лучших танцевальных альбомов всех времён».

## Об альбоме
К выпуску альбома Bad Girls Саммер уже чувствовала, что Casablanca Records эксплуатирует её. После выпуска сингла «Love to Love You Baby», Саммер нарекли «первой леди любви» и её лейбл звукозаписи настаивал на сохранении этого образа, несмотря на то, что певица была против этого. Певицу проконсультировали на тему того, как ей теперь необходимо вести себя и одеваться. С этого момента, Саммер стала очень подавленной и какое-то время страдала бессонницей. Певица посещала народных целителей и начала принимать специальные таблетки для нормализации сна. В начале 1979 года, с певицей произошёл её первый обморок от истощения.
Моральную поддержку в эти годы оказала сестра певицы, организовавшая её визит к священнику, после которого обе сестры стали называть себя «заново родившимися христианами». После выхода певицы из продолжительной депрессии, Донна Саммер, продолжая сотрудничество с Мородером и Белоттом, записывает альбом Bad Girls, два хита с которого вновь становятся классикой популярной музыки — «Hot Stuff» (пример удачного смешения диско с роком) и «Bad Girls», а также популярные «Dim All the Lights», «Our Love» и «Sunset People». Песня «Hot Stuff», имевшая в себе рок-элементы, была признана одним из лучших боевиков певицы, за неё Донна получила премию «Грэмми» за «Лучшее женское вокальное рок исполнение». К этому времени, диско-музыка всё ещё оставалась популярной, хотя особое внимание в те годы начали завоёвывать новые стили, такие как панк и хэви-метал. Поэтому группа, работавшая над альбомом, решила включить элементы рок-музыки в некоторые из песен. Остальные песни альбома имели больше относились к жанрам соул/R&B. Альбом Bad Girl стал одним из самых лучших и коммерчески успешных в карьере певицы, достигшим тройного платинового статуса в США.
1979 год ознаменовался выпуском Casablanca Records альбома-компиляции с записями Саммер, плюс несколько недавно записанных треков. В связи с не покидающим певицу чувством того, что звукозаписывающий лейбл эксплуатировал её, Донна расторгла контракт с лейблом и подписала новый контракт с Geffen Records. На новом лейбле, певица ориентировалась на такие музыкальные направления, как рок и новая волна. Жанр диско стал вызывать многочисленные споры, и в результате певица была вынуждена отказаться от работы только в этом жанре. Для того чтобы конкурировать с её новым лейблом, Casablanca выбрали для выпуска синглы из альбома Bad Girls («Sunset People» и «Walk Away»). И в то время, как синглы попали в «двадцатку» лучших хитов, новый рок-ориентируемый танцевальный материал Донны Саммер поднялся на вершины музыкальных хит-парадов. Casablanca/PolyGram также выпустили специальный альбом-компиляцию — Walk Away — Greatest Hits 1977—1980, содержание которого было построено на подборке хитов, созданных в период с 1979 года и заканчивая более ранними записями.
В 2003 году на Universal Music Group, владельцы лейблов Casablanca Records/PolyGram выпустили каталог с переизданным в 1998 году альбомом — Bad Girls, подвергшийся цифровой обработке и выпущенный в расширенной «Deluxe Edition» версии.

## Список композиций
Все треки были спродюсированы Питом Белоттом и Джорджо Мородером, за исключением «My Baby Understands», где продюсерами выступили также Донна Саммер и Юрген Копперс.
| №  | Название                    | Автор(ы)                                                      | Длительность |
| -- | --------------------------- | ------------------------------------------------------------- | ------------ |
| 1. | «Hot Stuff»                 | Пит Белотт Гарольд Фальтермейер Кит Форси [англ.]             | 5:14         |
| 2. | «Bad Girls»                 | Донна Саммер Брюс Судано [англ.] Джо Эспозито Эдвард Хокенсон | 4:55         |
| 3. | «Love Will Always Find You» | Белотт Джорджо Мородер                                        | 3:59         |
| 4. | «Walk Away»                 | Белотт Фальтермейер                                           | 4:27         |

| №  | Название                              | Автор(ы)                 | Длительность |
| -- | ------------------------------------- | ------------------------ | ------------ |
| 5. | «Dim All the Lights»                  | Саммер                   | 4:40         |
| 6. | «Journey to the Center of Your Heart» | Белотт Мородер           | 4:36         |
| 7. | «One Night in a Lifetime»             | Белотт Фальтермейер      | 4:12         |
| 8. | «Can’t Get to Sleep at Night»         | Боб Конти [англ.] Судано | 4:45         |

| №   | Название                     | Автор(ы)                    | Длительность |
| --- | ---------------------------- | --------------------------- | ------------ |
| 9.  | «On My Honor»                | Саммер Фальтермейер Судано  | 3:34         |
| 10. | «There Will Always Be a You» | Саммер                      | 5:07         |
| 11. | «All Through the Night»      | Саммер Брюс Робертс [англ.] | 6:01         |
| 12. | «My Baby Understands»        | Саммер                      | 4:03         |

| №   | Название        | Автор(ы)                                | Длительность |
| --- | --------------- | --------------------------------------- | ------------ |
| 13. | «Our Love»      | Саммер Мородер                          | 4:51         |
| 14. | «Lucky»         | Саммер Мородер Эспозито Хокенсон Судано | 4:37         |
| 15. | «Sunset People» | Белотт Фальтермейер Форси               | 6:27         |

| №   | Название                   | Продюсер(ы) | Длительность |
| --- | -------------------------- | ----------- | ------------ |
| 16. | «Bad Girls» (demo version) | Саммер      | 4:00         |

| №  | Название                                                                                            | Автор(ы)                          | Продюсер(ы) | Длительность |
| -- | --------------------------------------------------------------------------------------------------- | --------------------------------- | ----------- | ------------ |
| 1. | «I Feel Love»                                                                                       | Белотт Мородер Саммер             |             | 8:12         |
| 2. | «Last Dance» (саундтрек к фильму Слава Богу, сегодня пятница)                                       | Пол Джабара                       |             | 8:11         |
| 3. | «MacArthur Park Suite» («MacArthur Park»/«One of a Kind»/«Heaven Knows»/«MacArthur Park (Reprise)») | Белотт Мородер Саммер Джимми Уэбб |             | 17:35        |
| 4. | «Hot Stuff»                                                                                         | Белотт Фальтермейер Форси         |             | 6:47         |
| 5. | «Bad Girls»                                                                                         | Саммер Эспозито Хокенсон Судано   |             | 4:57         |
| 6. | «Walk Away»                                                                                         | Белотт Фальтермейер               |             | 7:16         |
| 7. | «Dim All the Lights»                                                                                | Саммер                            |             | 7:14         |
| 8. | «No More Tears (Enough Is Enough)» (дуэт с Барброй Стрейзанд)                                       | Робертс Джабара                   | Гэри Клейн  | 11:44        |
| 9. | «On the Radio» (long version)                                                                       | Мородер Саммер                    | Мородер     | 7:35         |

## Участники записи
- Донна Саммер — ведущий вокал и бэк-вокалы, написание песен, производство
- Джорджо Мородер — бас-гитара, синтезатор, гитара, написание песен, производство
- Пит Белотт — бас-гитара, композиция, производство
- Гарольд Фалтермейер — написание песен, барабаны, клавишные инструменты, синклавир
- Чарльз Судано — синтезатор и написание песен
- Джо Эспозито — бэк-вокалы и написание песен
- Кит Форси[англ.] — бэк-вокалы, барабаны, ударные инструменты и написание песен
- Боб Конти[англ.] — барабаны и написание песен
- Эдвард «Эдди» Хокенсон — написание песен

## Награды и номинации
| Год  | Премия | Номинация                | Категория                                               | Результат |
| ---- | ------ | ------------------------ | ------------------------------------------------------- | --------- |
| 1980 | Грэмми | Bad Girls                | Альбом года                                             | Номинация |
| 1980 | Грэмми | «Bad Girls»              | Лучшее женское вокальное поп-исполнение                 | Номинация |
| 1980 | Грэмми | «Bad Girls»              | Лучшее женское вокальное исполнение в стиле ритм-н-блюз | Номинация |
| 1980 | Грэмми | «Dim All the Lights»     | Лучшая диско-запись                                     | Номинация |
| 1980 | Грэмми | «Hot Stuff»              | Лучшее женское вокальное рок-исполнение                 | Победа    |
| 1980 | AMAs   | Донна Саммер (Bad Girls) | Любимая Поп-/Рок-исполнительница                        | Победа    |
| 1980 | AMAs   | Bad Girls                | Любимый Поп-/Рок-альбом                                 | Номинация |
| 1980 | AMAs   | «Bad Girls»              | Любимая Поп-/Рок-песня                                  | Победа    |
| 1980 | AMAs   | Донна Саммер (Bad Girls) | Любимая Соул/R&B-исполнительница                        | Победа    |

## Чарты
| Чарт (1979—2021)                        | Высшая позиция |
| --------------------------------------- | -------------- |
| Австралия (Kent Music Report)           | 6              |
| Австрия (Ö3 Austria)                    | 8              |
| Великобритания (UK Albums Chart)        | 23             |
| Германия (Offizielle Top 100)           | 7              |
| Испания (PROMUSICAE)                    | 6              |
| Италия (Musica e dischi)                | 3              |
| Канада (RPM Top Albums/CDs)             | 1              |
| Нидерланды (Album Top 100)              | 24             |
| Новая Зеландия (RMNZ)                   | 3              |
| Норвегия (VG-lista)                     | 3              |
| США (Billboard 200)                     | 1              |
| США (Billboard Dance/Electronic Albums) | 12             |
| США (Billboard Soul LPs)                | 1              |
| Финляндия (Suomen virallinen lista)     | 1              |
| Франция (IFOP)                          | 9              |
| Швеция (Sverigetopplistan)              | 3              |
| Япония (Oricon)                         | 9              |

| Чарт (1979)                            | Позиция |
| -------------------------------------- | ------- |
| Австралия (Kent Music Report)          | 21      |
| Великобритания (UK Albums)             | 79      |
| Германия (Offizielle Top 100)          | 26      |
| Канада (RPM Year-End)                  | 9       |
| Франция (IFOP)                         | 9       |
| США (Billboard Top Popular Albums)     | 8       |
| США (Billboard Top R&B/Hip-Hop Albums) | 7       |
| США (Cash Box)                         | 2       |
| США (Record World)                     | 2       |

## Сертификации
| Регион                                                      | Сертификация  | Продажи    |
| ----------------------------------------------------------- | ------------- | ---------- |
| Канада (Music Canada)                                       | 2× Платиновый | 200 000^   |
| Франция                                                     | —             | 200,000    |
| Германия                                                    | —             | 250,000    |
| Греция (IFPI Greece)                                        | Золотой       | 50 000^    |
| Новая Зеландия (RMNZ)                                       | Золотой       | 7500^      |
| Великобритания (BPI)                                        | Серебряный    | 60 000^    |
| США (RIAA)                                                  | 2× Платиновый | 2 000 000^ |
| Итого                                                       |               |            |
| Мир                                                         | —             | 4,000,000  |
| ^ Данные о тиражах приведены только на основе сертификации. |               |            |